# Audiodescripción

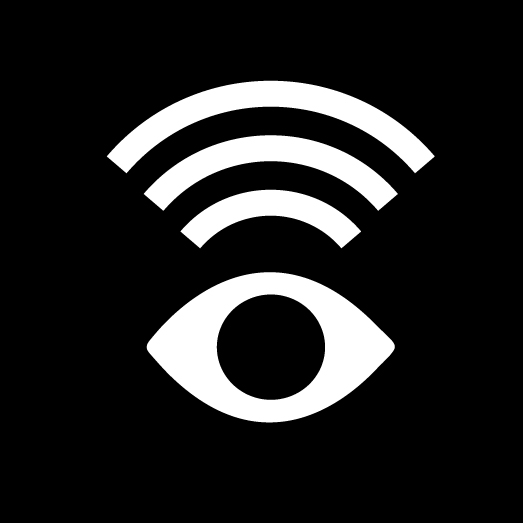
Audiodescripción (símbolo)

El audio descriptivo, también conocida como descripción de audio, descripción de vídeo, vídeo descrito, o más precisamente llamada descripción visual, es una forma de narración utilizada para proporcionar información sobre elementos visuales clave en un trabajo de medios (como el cine, programa de televisión o teatro) en beneficio de los consumidores ciegos y con discapacidad visual. Estas narraciones generalmente se colocan durante pausas naturales en el audio y, a veces, durante el diálogo si se considera necesario.
En museos o exhibiciones de arte visual, los recorridos con audio descripción (o recorridos diseñados universalmente que incluyen la descripción o el aumento de los programas grabados existentes en cintas de audio o vídeo) se utilizan para proporcionar acceso a los visitantes que son ciegos o tienen baja visión. Además, docentes o guías turísticos pueden ser entrenados para emplear la descripción de audio en sus presentaciones.
En el cine y la televisión, la descripción generalmente aparece en una pista de audio secundaria. En Estados Unidos, México, Brasil y Argentina, el segundo SAP (programa de audio) normalmente se usa para entregar descripciones de audio por parte de los organismos de radiodifusión televisiva. Para promover la accesibilidad, algunos países (como Canadá y Estados Unidos) han implementado requisitos para que los organismos de radiodifusión emitan cuotas específicas de programación que contienen descripciones de audio. 

## Historia
La transición al cine sonoro durante la década de los años 20, concretamente en 1927, desplazó a esta audiencia, pero acabó siendo un impulso para que las imágenes fueran accesibles a las personas con visión reducida o ciegas. El New York Times documentó la «primera imagen hablada mostrada especialmente para ciegos»; una proyección de 1929 de Bulldog Drummond a la que asistieron miembros de la Asociación para Ciegos de Nueva York y la Liga de Nueva York para personas con dificultades auditivas, que ofreció una descripción en directo para la porción de la audiencia con discapacidad visual.
Durante las décadas de 1940 y 1950, Radio Nacional de España emitió transmisiones simultáneas de audio en vivo de películas de cines con descripciones, enmarcándolas como una forma de drama de radio antes del advenimiento de la televisión.
En la década de 1980, el Media Access Group de la estación de televisión pública estadounidense WGBH-TV  desarrolló una implementación de la descripción de audio para la programación de televisión a través de un segundo programa de audio (SAP), que calificó como «Servicio de video descriptivo». Fue desarrollado en consulta con la Dra. Margaret Pfanstiehl de Washington, que había realizado descripciones en representaciones teatrales y había dirigido un servicio de lectura de radio conocido como Washington Ear. Después de cuatro años de desarrollo y pruebas en el aire (que incluyeron una prueba de concepto que transmitía las descripciones en una estación de radio en transmisión simultánea con la transmisión de televisión), WGBH lanzó oficialmente la descripción de audio a través de 32 estaciones miembros de PBS participantes, comenzando con la nueva temporada de American Playhouse el 24 de enero de 1990.
En la década de 1990 en los cines de California, RP International comenzó a ofrecer descripciones de audio para películas teatrales bajo la marca TheatreVision, transmitidas a través de auriculares a quienes lo soliciten. Se utilizó un clip de la Lista de Schindler para presentar el concepto a los productores de la película Gerald Molen y Branko Lustig, y una de las primeras películas que se presentaron en este formato fue Forrest Gump (1994). TheatreVision buscó voluntario en el suministro de estas narraciones, como el presentador deportivo Vin Scully, William Shatner, Monty Hall y el expresidente estadounidense George H. W. Bush (por It's a Wonderful Life). Algunas veces el narrador tenía vínculos con la película o era parte de su elenco; Irene Bedard describió a Pocahontas, una película en la que había expresado el personaje principal, y para la nueva versión de 1994 de Little Women, se presentaron voluntarias estrellas de versiones anteriores de la película, incluidas June Allyson, Margaret O'Brien y Janet Leigh (cuya abuela era ciega) de la versión de 1949 de la película, así como de Katharine Hepburn, protagonista de la versión de 1933. Surgieron otras compañías que proporcionaron descripciones para la programación en los EE. UU., Incluido el Instituto Nacional de Subtítulos, la Red de Televisión Narrativa y otras.
En el año 2000, la BBC se comprometió voluntariamente a proporcionar descripciones de al menos el 20% de su programación anualmente. En la práctica, la BBC a menudo ha excedido estos objetivos. En 2009, BBC iPlayer se convirtió en el primer servicio de transmisión de vídeo a pedido en el país para admitir AD. El 29 de enero de 2009, se lanzó The Accessible Channel en Canadá, que transmite descripciones de audio «abiertas» en toda la programación a través de la pista de audio principal. La descripción de audio también se ha extendido a eventos en vivo, incluidos eventos deportivos, ceremonias de los Juegos Olímpicos y Paralímpicos, y la boda real del Príncipe William y Catherine Middleton, entre otros.
En abril de 2015, el servicio de transmisión por suscripción Netflix anunció que había agregado soporte para la descripción de audio, comenzando con Daredevil, una serie basada en un personaje de cómic que es ciego, y agregaría descripciones a las series originales actuales y pasadas en la plataforma durante tiempo. El año siguiente, como parte de un acuerdo con el American Council of the Blind, Netflix acordó proporcionar descripciones de su serie original dentro de los 30 días posteriores a su estreno, y agregar soporte para el lector de pantalla y la capacidad de navegar por el contenido según la disponibilidad de las descripciones.
El 17 de junio de 2016, Pornhub anunció que lanzaría una colección de videos pornográficos con descripciones de audio.

## Audiodescripción en el mundo

### China
En China, hay más de 17 millones de personas con impedimento visual, de las cuales 8 millones son totalmente ciegas, según la Asociación China para Ciegos. Desde hace ya varios años, en China se describen y narran escenas del cine para personas invidentes o con limitaciones visuales. En lugares como el Teatro Xin Mu, un grupo de voluntarios les describen películas históricas o de ficción. A partir de la pandemia, hay servicio de streaming con narraciones grabadas. Un grupo de personas han presentado las narraciones de casi mil películas en lo que va del siglo XXI. La comunidad ciega tiene grandes limitaciones para participar en actividades culturales, según la Asociación de Audio Descriptivo de Hong Kong: no tienen acceso a cines ni a exposiciones de arte porque no hay conciencia sobre la necesidad de descripciones en audio. Desde hace años, activistas exigen leyes que obliguen a describir las películas en audio para cine y televisión.

### España
La Norma UNE 153020, define la audiodescripción como «El servicio de apoyo a la comunicación que consiste en el conjunto de técnicas y habilidades aplicadas, con objeto de compensar la carencia de captación de la parte visual contenida en cualquier tipo de mensaje, suministrando una adecuada información sonora que la traduce o explica, de manera que el posible receptor discapacitado visual perciba dicho mensaje como un todo armónico y de la forma más parecida a como lo percibe una persona que ve».
En España, en el año 1988 la ONCE llevó a cabo un proyecto de investigación denominado Sonocine, que permitió realizar las primeras audio descripciones, aunque no es hasta 1994 cuando los Servicios Culturales de la ONCE puso en marcha el programa AUDESC que posibilitó la creación de guiones cinematográficos y documentales, y llevó la audiodescripción a los Teatros.
Las dos primeras iniciativas exitosas que planteó el programa AUDESC fueron la creación de guiones audio descritos de películas para la puesta en marcha de videotecas accesibles en préstamo en todos los Centros de la ONCE, y la firma de convenios de colaboración con organismos públicos para llevar la audiodescripción a los teatros, haciendo accesibles algunas funciones previstas en sus programaciones.
Para realizar la audiodescripción teatral es necesario contar con equipos técnicos, guionistas, locutores, técnicos y empresas de producción audiovisual, y también trabajar intensamente para facilitar gratuitamente a los afiliados a la ONCE numerosas películas, series, documentales y cortometrajes en formato de uso doméstico (cintas VHS y discos DVD), en calidad de préstamo.
Para evidenciar el volumen del que se habla en cuanto al número de préstamos efectuados por las videotecas de la ONCE durante los últimos cuatro años, resaltar que ascienden a más de 37.000.[cita requerida]
Con la llegada del siglo XXI, la accesibilidad se ha convertido en un derecho exigible para todos los ámbitos de la vida diaria y para los medios audiovisuales. 

## Audio navegación en DVD
Para una total accesibilidad de la persona con alguna deficiencia visual, es necesario que el DVD audio descrito cuente con un sistema de audio navegación. Mediante la audio navegación, desde la inserción del disco, una voz en off orienta al usuario ciego sobre las pantallas de menú que visita y los botones que hay en cada página.
El servicio se emite a través del SAP (Secondary Audio Program), que es un segundo canal de audio. Comúnmente se utiliza para ver películas en su idioma original, y se activa, en el caso de la televisión, al presionar la tecla SAP en el control remoto. El método de audio descripción, es comparable a lo funcional y exitoso del sistema de subtítulos (CC) para personas con problemas de audición.
Los avances técnicos, la aparición de nuevos formatos de presentación como el DVD y una mayor sensibilidad social dejan una puerta abierta a satisfacer las necesidades de comunicación de los colectivos con dificultades sensoriales. Además, permiten el diseño de versiones accesibles de la producción audiovisual. Estas versiones accesibles incluyen una banda de audio descripción, que es la mezcla de la banda sonora original con la banda de locuciones de audio descripción, y subtítulos adaptados para sordos.
Existen guionistas de audio descripción. Estos se ocupan de escribir el guion de audio descripción, que leerá un locutor y que ofrece información sobre los datos que permiten seguir la trama de la película, pero nunca alterando el contenido original de la grabación.
Voilà DVD Art Studio nace en 2005. En 2006, introdujo un sistema innovador que permite a las personas invidentes, navegar fácilmente por el menú del DVD, y disfrutarlo sin necesidad de ayuda externa. Además, el mismo estudio produjo dos películas con navegación locutada como son Torrente 3 de Santiago Segura y Match Point de Woody Allen.
Hasta estos tiempos, ni el apartado de televisión ni el vídeo suponían demasiado problema a los invidentes, que su interfaz era mecánica y su selección totalmente táctil. Con el DVD, la situación cambia, ya que su interfaz, en este caso, es mucho más visual e interactiva. La audionavegación resuleve esta circunstancia ya que incorpora un audio que ayuda al invidente desde que se introduce el DVD en el reproductor. La locución anuncia el título de la película, guía por el menú, indicando en cada momento dónde se encuentra y facilitándole la selección de los contenidos con los botones "superior" e "inferior" del mando a distancia. Además esta novedad incluye al fin audiodescripción de la película, una narración adicional entre diálogos que describe las sensaciones visuales que este colectivo no puede percibir y que representan información relevante para la evolución del film. Cmo por ejemplo; expresiones faciales y corporales, escenarios, vestuarios o acciones. Voilà espera que cada vez más películas aparezcan en el mercado con esta opción, que cumple los requisitos fijados por el Plan de Accesibilidad de 2012, contribuye a no dejar a nadie al margen de la cultura y trata de facilitar la autonomía de los invidentes a la hora de disfrutar del ocio doméstico.

## Audionavegación en la web
Dentro del mundo de las tecnologías digitales actuales, es importante que las personas con alguna discapacidad visual o auditiva, tengan la misma posibilidad de acceso a los contenidos de la web. Es por eso que en los últimos tiempos, se ha establecido en la barra de búsqueda de muchos de los navegadores más populares, la opción de navegar y/o buscar conceptos o términos con la ayuda del micrófono del soporte desde el que se efectúa la búsqueda. Este servicio se conoce como la búsqueda por voz. 
Desde hace años en Internet -en lo que entendemos como navegadores-, se ha seguido un criterio de posicionamiento de las páginas web en base a unos parámetros determinados que deben cumplir o es conveniente que cumplan para aparecer antes en la página de resultados. Entre todos ellos se encuentra un requisito que otorga mayor renombre a la página, su accesibilidad. Esta estará certificada en el momento que la página web en cuestión añada una extensión, servicio/posibilidad de audio descripción. Así se obliga, en cierto modo, a las empresas, franquicias, revistas, etc. a añadir este servicio y tienen la posibilidad de llegar a más público.  
Igualmente, para disponer de una accesibilidad absoluta, aún se requiere de dispositivos especializados para las personas con discapacidades determinadas., como por ejemplo los teléfonos móviles para invidentes.  